# Éric Magnin
Éric Magnin (né le 29 mai 1967 à Oullins) est un coureur cycliste français des années 1990. Il a notamment été médaillé d'argent de la course aux points lors des championnats du monde sur piste 1993, disputés à Hamar.

## Palmarès sur piste

### Championnats du monde
- Hamar 1993
  -  Médaillé de d’argent de la course aux points

### Coupe du monde
- 1995
  - 1er de la poursuite par équipes à Adélaïde (avec Philippe Ermenault, Jean-Michel Monin et Cyril Bos)
  - 1er de la poursuite par équipes à Tokyo (avec Philippe Ermenault, Jean-Michel Monin et Cyril Bos)
  - 2e de la poursuite par équipes à Athènes

### Championnats de France
- 1992
  -  Champion de France de la course aux points
- 1994
  - 3e de la course aux points
- 1995
  -  Champion de France de l'américaine (avec Jean-Michel Monin)
  - 2e de la course aux points

## Palmarès sur route
| - 1988 - Champion du Dauphiné-Savoie - 1989 - 4e étape des Trois Jours de Cherbourg - 1990 - Grand Prix de Saint-Vallier - 1991 - Champion du Dauphiné-Savoie - 2e du Tour Nord-Isère - 2e du Grand Prix de Charvieu-Chavagneux - 1992 - 1re étape du Tour du Tarn-et-Garonne - Souvenir Thierry-Ferrari - 3e du Tour du Chablais | - 1993 - Prologue du Tour du Vaucluse - 2e de la Ronde du Canigou - 1994 - Grand Prix de Meyrueis - Polymultipliée lyonnaise - 2e du Souvenir Thierry-Ferrari - 1995 - 2e du Grand Prix de Cannes |  |